# カリボ国際空港
カリボ国際空港（カリボこくさいくうこう、英: Kalibo International Airport）は、フィリピンのパナイ島・アクラン州のカリボに位置する空港である。カティクラン空港とともに、ボラカイ島への最寄空港の一つとして知られている。カリボの中心部から東へ約3km、ボラカイ島への船が出ているカティクラン港からは東へ68kmに位置している。

## 就航航空会社と就航都市

### 国際線
| 航空会社               | 就航地                                                                             |
| ---------------------- | ---------------------------------------------------------------------------------- |
| フィリピン航空         | 台湾桃園国際空港（桃園市）、仁川国際空港（仁川広域市）、金海国際空港（釜山広域市） |
| セブパシフィック航空   | 香港国際空港（香港）、仁川国際空港（仁川広域市）                                   |
| エアアジア・フィリピン | 仁川国際空港（仁川広域市）、金海国際空港（釜山広域市）、上海浦東国際空港           |
| Pan Pacific Airlines   | 仁川国際空港（仁川広域市）、金海国際空港（釜山広域市)、務安国際空港（務安郡）      |
| エアアジア             | クアラルンプール国際空港（クアラルンプール）                                       |
| シルクエアー           | シンガポール・チャンギ国際空港（シンガポール）                                     |
| タイガーエア           | シンガポール・チャンギ国際空港（シンガポール）                                     |
| エアソウル             | 仁川国際空港（仁川広域市）                                                         |
| ジンエアー             | 仁川国際空港（仁川広域市）                                                         |
| ティーウェイ航空       | 仁川国際空港（仁川広域市）                                                         |

### 国内線
| 航空会社               | 就航地                                                           |
| ---------------------- | ---------------------------------------------------------------- |
| フィリピン航空         | ニノイ・アキノ国際空港（マニラ）                                 |
| セブパシフィック航空   | ニノイ・アキノ国際空港（マニラ）、マクタン・セブ国際空港（セブ） |
| Cebgo                  | ニノイ・アキノ国際空港（マニラ）                                 |
| エアアジア・フィリピン | ニノイ・アキノ国際空港（マニラ）                                 |